# Орхан Мурад
Орхан Мурад Ходжа е български певец, музикант и продуцент от турски произход.
Сляп по рождение. Създател и вокалист на рок група „Лотос“, станала известна с песента „Искам да съм негър в щата Алабама“.

## Биография
Роден е в Кърджали на 27 януари 1967 г.
Започва да свири на пиано на 8-годишна възраст, а на китара – от 13-годишен. Заниманията по музика започват в Училището за незрящи деца във Варна. Също там – в 8 клас – създава първата си училищна група, в която освен като китарист, се налага и като вокалист, тъй като се оказва, че относително най-добре се справя с пеенето. Така започва да развива успоредно уменията си да свири и да пее. На 15 г. постъпва в Софийското училище за незрящи деца и там модернизират групата, наричайки я рок група „Лотос“. Тя се нарежда сред водещите групи на новата рок вълна от 1990-те години. Съществуват докато завършва Държавната музикална академия – 1992 г.
Завършил средното си образование, кандидатства в Консерваторията с пеене, но не го приемат, въпреки че е единственият от 120-те кандидати, който пее и сам си акомпанира на пиано. Тогава големият поппевец и музикален педагог Георги Кордов му казва да не кандидатства повече, защото нямало как да го обучават в часовете по „микрофонна техника“ и „сценично майсторство“. Не се отчайва, а започва да изучава класическа китара, тъй като е добър рок китарист и смята, че класическата китара ще му се отдаде най-лесно. След 2 години кандидатства и се класира на 2-ро място. Тъй като сам трябва да се грижи за прехраната си от малък, свири по сватби и кръщенета, всякакви банкети, като барабанист, защото няма такова вакантно място. Това го приближава до народната музика. В Академията изучава както класика, така и джазово изкуство. Това му дава възможност да се развива в много области и да се докосва до почти всички жанрове на музиката. Завършва с отличен успех през 1992 г. Според професор Манол Тодоров Мурад е бил сред най-добрите студенти.
След дипломирането си Орхан Мурад е без постоянна работа, пее по сватби и заведения. Връща се в Асеновград, където живее семейството му, и започва да работи като редови музикант по кръчмите. През 1995 г. с неговия съученик, колега и приятел Станимир Колев издават първия си албум, озаглавен „Ах, жени“, а групата си наричат дуо „Южен полъх“. Аранжиментите на песните и музиката са техни, с изключение на 3 песни от албума (народна и 2 кавъра). Станимир повече пише текстове, а Орхан композира музиката. Първият им албум има успех. Веднага след него се разделят, тъй като Колев решава да учи право в Софийския университет, а Мурад тръгва по свой самостоятелен път.
Първият самостоятелен албум на Орхан Мурад през 1996 г. също се превръща в хитов. На първи май 1998 г. излиза „Хиляди слънца“, който по-късно, през есента на същата година, печели всички възможни награди – за албум на годината, за песен на годината, а Мурад – като певец на годината и като композитор на годината. Следващата година Мурад получава доста награди. Издава 2 албума на турски език, които са много успешни, най-вече по отношение на ангажиментите в Турция – „Ашк“ (2002) и „Дуня гюзели“ (2004). Между тях излиза „Слънце мое“ (2003), също с няколко хита, като „За майката на моето дете“ (посветен на жена му), „Братя по чаша“ и др. В края на 2005 г. записва албум с български народни песни. Подбира 13 песни, най-вече от Родопската и Македонската фолклорни области, записва ги и издава в албума „Любими народни песни“.
Развива нова идея – да помага на талантливи незрящи деца от двете училища, в които е учил. Създава свой танцов ансамбъл и с песните от народния албум концертират по общини. Идеята се приема от много кметове, концертите преминават с огромен успех. През май 2007 година подписва договор с „Пайнер“. Няколко месеца събира песните, които не са излизали в албум, прибавя към тях 6 нови песни и издават с неговите продуценти албума „Единствена“. През пролетта на 2008 година участва в „Пей с мен“ в „Шоуто на Слави“. По същото време работи в Държавния музикално-драматичен театър „Кадрие Лятифова“, Кърджали. Там работи като музикален ръководител.
През 2006 г. създава фондация „Шанс за децата“. Чрез нея цели подпомагане на музикално надарени слепи и слабовиждащи деца, а също така и деца на социално слаби родители, които нямат възможност да финансират извънкласното обучение на децата си. През 2009 и 2011 г. издава още 2 албума на турски – „Serefe, Be Dostlar“ и „Sevilen Turkuler“. В този период продължава да записва и свои авторски песни. През 2000 г. песента „Отиваш си“ по музика на Орхан Мурад печели първа награда на конкурса „Тракия фолк“ 2000.
През 2024 г. е част от тричасовия концерт „Златни хитове“ в Арена София.

## Личен живот
Женен е за певицата Шенай от 2002 до 2021 г. Имат две дъщери – Александра Кузеза и Сузи Мурад, също певица, известна като Сузанита.

## Дискография

### Студийни албуми
- Ах, жени (1995)
- Какъв живот (1996)
- Хиляди слънца (1998)
- Без глас (1999)
- Избрано+ (2000)
- Орхан Мурад (2001)
- Аşk (2002)
- Слънце мое (2003)
- Dünya güzeli (2004)
- Любими народни песни (2005)
- Единствена (2007)
- Един за друг (2012)
- Любовни балади (2017)

### Други песни
- Годините летят (1996), дует с Венета Шапкова
- Две съдби (1996), дует с Валентина Моралийска
- Пей с мен (2008)
- Дай ми, дай (2009), дует с Central Side
- И наяве, и насън (2009)
- Ще има слънце (2010), дует с Крис
- Baka, baka (2010)
- Beni sana gotur (2010)
- Десетка си (2011), дует с Jore Dos
- Като се напия (2011), дует с Jore Dos
- Хиляди слънца (ремикс, 2011)
- Чакаш, майко (2011)
- Asla vazgeçmem (2012), дует със Севджан Рамадан
- Eksik (2012), дует със Севджан Рамадан
- Sevdiğim dia (2012), дует със Sindikat
- Leylim ley (2012), дует със Севджан Рамадан
- Biz ayrılamayız (2012), дует със Севджан Рамадан
- Един за друг (2012)
- Няма стоп (2012)
- Кажи ми „да“ (2012)
- Hak ve özgürlük (2013)
- Трябва да блестиш (2013)
- Ама да (2013), дует с Деси Иванова
- Един живот (2013), дует с Шенай
- Нашият град (2014)
- Adı aşk olsun diyelim (2014), дует със Севджан Рамадан
- Gedikte durdular (2014)
- En büyük insanlar (2014)
- Dilyara (2014)
- Firuze (2014)
- Тяло в тяло (2014), дует с Шенай
- Без теб (2015)
- Доживотна присъда любов (2016), дует с Шенай
- Открихме сезона (2018), дует със Сузанита
- Ти забрави (2019)
- Хайде идвай си, братко (2019)
- Не ми пука (2021)
- Никога не вярвай на жена (2023), дует с Нина Иванова
- Измамница (2023), дует с Миро Цанков
- Честит юбилей на 50 (2023)